# Aardbeving San Francisco 1906
De aardbeving van San Francisco in 1906 vond plaats op 18 april 1906.

## Oorzaak en schade
San Francisco ligt op de San Andreasbreuk, oorzaak van regelmatige (kleine en grote) aardbevingen. Op 18 april 1906 richtte een zware aardbeving grote schade aan in San Francisco. De meest geaccepteerde schatting van de kracht van deze beving is 7,8 op de schaal van Richter. Andere schattingen variëren tussen 7,7 en 8,3. Er waren 3000 doden. De meeste schade werd echter aangericht door de grote brand die na de beving ontstond. Het gebouw van de California Academy of Sciences werd ook getroffen. Een groot gedeelte van de collectie ging verloren.

## Nieuwe aardbeving
In 1989 werd de stad opnieuw door een grote aardbeving getroffen. Hierbij vielen 61 slachtoffers. De kans dat een dergelijke ramp de stad opnieuw treft, blijft groot. Veel gebouwen zijn aardbevingsbestendig gemaakt, desondanks kan een aardbeving nog steeds grote gevolgen hebben.

## Beeldmateriaal vanThe San Francisco Earthquake
Het beeldmateriaal van de aardbeving van San Francisco uit 1906 (ook vaak bekend als The San Francisco Earthquake en San Francisco Earthquake and Fire) is een verzameling Amerikaanse filmopnamen gemaakt door James Stuart Blackton in 1906. De filmopnamen zijn uniek omdat ze zover bekend het enige filmmateriaal zijn dat de gebeurtenissen van de aardbeving van San Francisco in 1906 laat zien. De film is opgenomen in de National Film Registry voor preservatie.

## Galerij

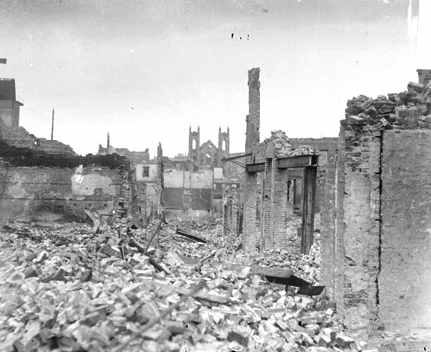
Schade na de aardbeving van 1906 in San Francisco
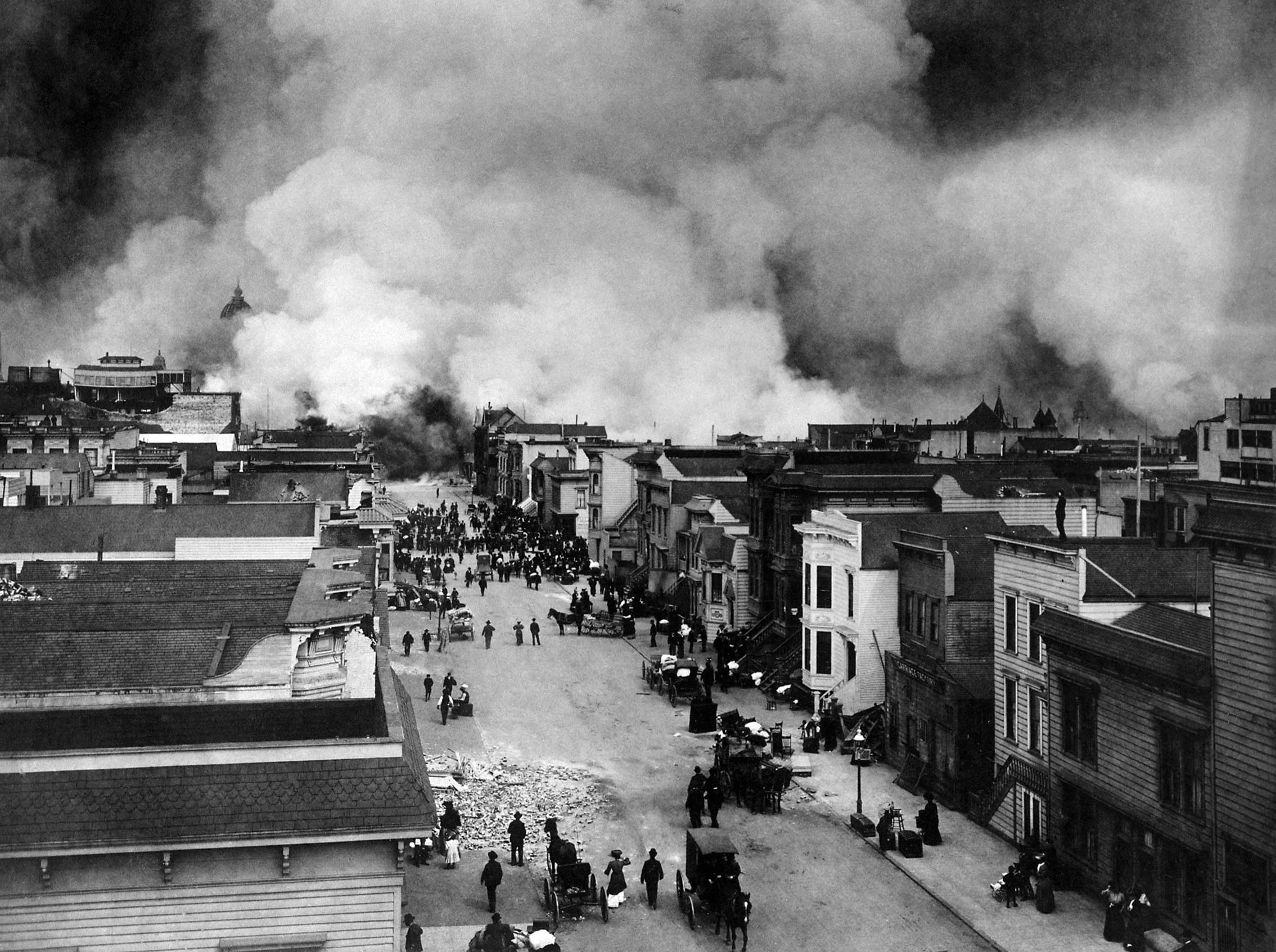
Het Mission District in San Francisco brandt na aardbeving in 1906.
- Film van de ravage in 1906